# World Boxing Council
Il World Boxing Council, noto con la sigla WBC, è una delle quattro principali organizzazioni internazionali di pugilato riconosciute dall'IBHOF (insieme a IBF, WBA e WBO) che sanciscono gare ufficiali a livello professionistico. Venne creato il 14 febbraio 1963 da 11 paesi: Stati Uniti, Argentina, Regno Unito, Francia, Messico, Filippine, Panama, Cile, Perù, Venezuela e Brasile più Porto Rico.

## Attuali detentori del titolo WBC

### Maschile
| Categorie di peso:  | Attuali campioni:                      | Campione dal:     |
| ------------------- | -------------------------------------- | ----------------- |
| Pesi paglia         | Yudai Shigeoka                         | 7 ottobre 2023    |
| Pesi minimosca      | Kenshiro Teraji                        | 19 marzo 2022     |
| Pesi mosca          | Julio César Martínez                   | 20 dicembre 2019  |
| Pesi supermosca     | Juan Francisco Estrada                 | 3 dicembre 2022   |
| Pesi supermosca     | Carlos Cuadras (Campione ad interim)   | 17 novembre 2023  |
| Pesi gallo          | Alexandro Santiago                     | 29 luglio 2023    |
| Pesi supergallo     | Naoya Inoue                            | 25 luglio 2023    |
| Pesi piuma          | Rey Vargas                             | 9 luglio 2022     |
| Pesi piuma          | Brandon Figueroa (Campione ad interim) | 4 marzo 2023      |
| Pesi superpiuma     | O'Shaquie Foster                       | 11 febbraio 2023  |
| Pesi leggeri        | Shakur Stevenson                       | 16 novembre 2023  |
| Pesi superleggeri   | Devin Haney                            | 9 dicembre 2023   |
| Pesi welter         | Terence Crawford                       | 29 luglio 2023    |
| Pesi welter         | Mario Barrios (Campione ad interim)    | 30 settembre 2023 |
| Pesi superwelter    | Jermell Charlo                         | 21 dicembre 2019  |
| Pesi superwelter    | Brian Mendoza (Campione ad interim)    | 8 aprile 2023     |
| Pesi medi           | Jermall Charlo                         | 26 giugno 2019    |
| Pesi medi           | Carlos Adames (Campione ad interim)    | 8 ottobre 2022    |
| Pesi supermedi      | Saúl Álvarez                           | 19 dicembre 2020  |
| Pesi supermedi      | David Benavidez (Campione ad interim)  | 21 maggio 2022    |
| Pesi mediomassimi   | Artur Beterbiev                        | 18 ottobre 2019   |
| Pesi massimileggeri | Norair Mikaeljan                       | 4 novembre 2023   |
| Pesi bridger        | Lukasz Rozanski                        | 22 aprile 2023    |
| Pesi massimi        | Oleksandr Usyk                         | 18 maggio 2024    |

### Femminile
| Categorie di peso: | Attuali campionesse:                        | Inizio regno:     |
| ------------------ | ------------------------------------------- | ----------------- |
| Pesi atomo         | Fabiana Bytyqi                              | 22 settembre 2018 |
| Pesi atomo         | Louisa Hawton (Campionessa ad interim)      | 8 dicembre 2018   |
| Pesi paglia        | Tina Rupprecht                              | 16 giugno 2018    |
| Pesi minimosca     | Yesenia Gómez                               | 22 settembre 2018 |
| Pesi minimosca     | Kenia Enríquez (Campionessa ad interim)     | 27 maggio 2017    |
| Pesi mosca         | Ibeth Zamora Silva                          | 26 maggio 2018    |
| Pesi supermosca    | Guadalupe Martínez Guzmán                   | 13 maggio 2017    |
| Pesi supermosca    | Sonia Osorio (Campionessa ad interim)       | 25 ottobre 2019   |
| Pesi gallo         | Mariana Juárez                              | 1 aprile 2017     |
| Pesi supergallo    | Yamileth Mercado                            | 16 novembre 2019  |
| Pesi piuma         | Jelena Mrdjenovich                          | 11 marzo 2016     |
| Pesi piuma         | Amanda Serrano (Campionessa ad interim)     | 13 settembre 2019 |
| Pesi superpiuma    | Terri Harper                                | 8 febbraio 2020   |
| Pesi superpiuma    | Katharina Thanderz (Campionessa ad interim) | 16 novembre 2019  |
| Pesi leggeri       | Katie Taylor                                | 1 giugno 2019     |
| Pesi superleggeri  | Chantelle Cameron                           | 4 ottobre 2020    |
| Pesi welter        | Jessica McCaskill                           | 15 agosto 2020    |
| Pesi superwelter   | Claressa Shields                            | 10 gennaio 2020   |
| Pesi superwelter   | Patricia Berghult (Campionessa ad interim)  | 27 novembre 2019  |
| Pesi medi          | Claressa Shields                            | 17 novembre 2018  |
| Pesi medi          | Ema Kozin (Campionessa ad interim)          | 27 novembre 2019  |
| Pesi supermedi     | Franchon Crews Dezurn                       | 13 settembre 2018 |
| Pesi massimi       | vacante                                     |                   |